# Fußball-Bundesliga/Rekorde/SG Wattenscheid 09

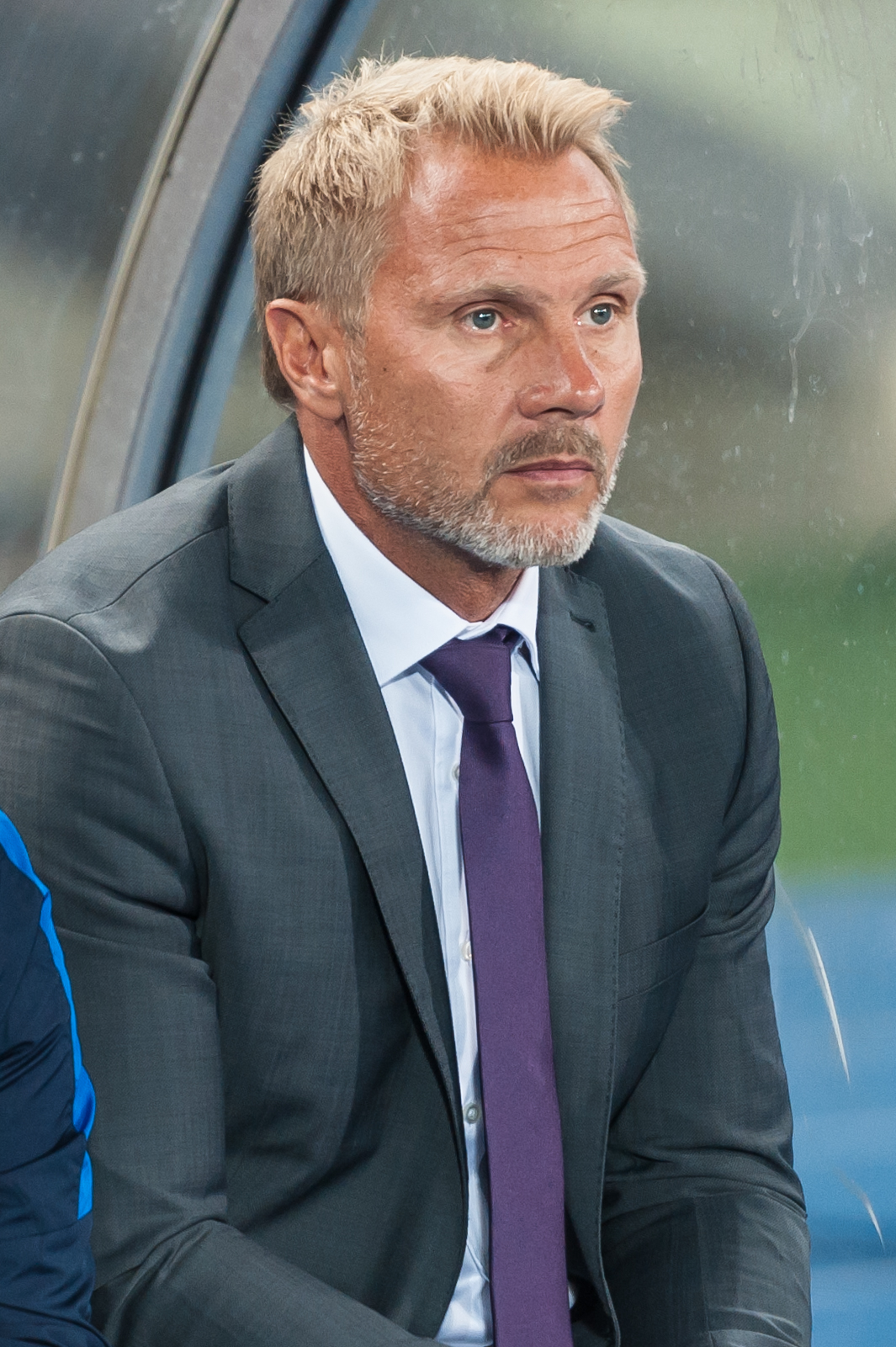
Rekordspieler: Thorsten Fink (125 Einsätze, 2016)

Der Artikel Fußball-Bundesliga/Rekorde/SG Wattenscheid 09 listet die vereinsspezifischen Rekorde der SG Wattenscheid 09 auf, die mit Bezug auf die Zugehörigkeit zur deutschen Fußball-Bundesliga gehalten werden.
Der Verein ist aktuell kein Bundesligist (Stand: Saison 2025/26).
Siehe auch: 

## Vorbemerkung
Es besteht eine Unterteilung zwischen Positiv- und Negativrekorden sowie vereinsinternen Bestmarken. Weitere Rekorde, die dem Verein nicht zuzuordnen sind, werden im Hauptartikel unter „Allgemein“ gelistet. Dort bestehen zudem die Rubriken „Trainerspezifische Rekorde“, „Schiedsrichterspezifische Rekorde“ sowie „Sonstige Rekorde“. Es besteht außerdem die Möglichkeit „In nächster Zeit möglicherweise fallende Bestmarken“ im unteren Bereich der Hauptseite festzuhalten, bzw. die neuen Rekorde an die passenden Stellen einzusortieren. Wenn möglich, wird zu einem Positivrekord auch der Negativrekord als Gegenstück gelistet (und andersrum). Die Liste erhebt keinen Anspruch auf Vollständigkeit.

## SG Wattenscheid 09
Aktuelle Platzierung in der Ewigen Tabelle der Fußball-Bundesliga: Platz 37 von 58 (Stand: 34. Spieltag 2024/25)

### Vereinsintern
- Rekordspieler: Thorsten Fink (125 Einsätze)[2]
- Rekordtorhüter: Udo Mai (77 Einsätze)[2]
- Rekordtorschütze: Souleyman Sané (37 Tore)[3]